# Jac Holzman
Jac Holzman (15 settembre 1931) è un imprenditore statunitense di origini ebraiche, fondatore e amministratore delegato delle etichette discografiche Elektra Records e Nonesuch Records.
Holzman contribuì al lancio dei formati compact disc e home video e ideò il programma televisivo che sarebbe diventato MTV. Nel 2011 venne inserito nella Rock and Roll Hall of Fame.

## Biografia

### Primi anni di vita
Holzman è nato da una famiglia ebrea, ed è figlio di un medico di Manhattan. Nel 1950 spese 600 dollari per gettare le fondamenta della Elektra Entertainment, una piccola etichetta indipendente di musica folk che occupava la sua stanza del dormitorio presso il St. John's College. La prima pubblicazione della Elektra uscì nello stesso anno, e si tratta di un album di John Gruen intitolato New Songs. Il disco fu un flop (vennero vendute meno di un quarto delle 500 copie stampate), ma l'esperienza servì da lezione al futuro uomo d'affari. Quando era giovane, Holzman deteneva anche il nominativo della stazione K2VEH, facente parte di Amateur Radio. Nel 1957 la Elektra aveva un debito di 90.000 dollari, ma riuscì a finanziare i creditori grazie al successo di Theodore Bikel, artista folk scritturato dall'etichetta.
Nel 1958 Holzman divenne padre di Adam Holzman, che diventerà un tastierista jazz-rock.

### Carriera
La Elektra pubblicò la musica di molte celebri realtà della musica rock, tra cui The Doors, Queen (solo negli Stati Uniti), Love, Josh White, Tim Buckley, Carly Simon, The Stooges, MC5, Harry Chapin e Bread e fece conoscere al mondo la cantante folk Judy Collins. Nel 1964 Holzman era il produttore esecutivo di 13 librerie di effetti sonori note come Authentic Sound Effects, che fruttarono vendite di 1.5 milioni di dollari e conferirono ulteriore sicurezza economica all'Elektra. Quello stesso anno Holzman inaugurò la Nonesuch Records, dedita anche alla pubblicazione di musica classica. Nel 1973 la Warner si fuse con l'Elektra. Nello stesso anno Holzman venne nominato vicepresidente senior e capo tecnologo della WCI. Nel 1979 Holzman collaborò assieme all'ex Monkees Michael Nesmith e John Lack della Warner Cable per lanciare PopClips, programma televisivo che getta le basi di MTV. Nel 1982 in seguito alla morte del presidente e fondatore Robert Gottschalk, Holzman divenne il responsabile della Panavision, una consociata interamente controllata dalla Warner Bros. Discovery, e apportò importanti modifiche a quella società che si trovava in serie difficoltà finanziarie. Nel 1991, attraverso FirstMedia, Holzman acquistò le etichette jazz Discovery, Trend e Musicraft dalla tenuta di Albert Marx, che nel 1993 venne anch'essa acquisita dal gruppo Warner Music.
Il 15 dicembre 2010 Holzman ottenne l'Ahmet Ertegun Award dalla Rock and Roll Hall of Fame insieme al fondatore della Specialty Art Rupe.
Jac Holzman venne inserito nella categoria dei non interpreti della Rock and Roll Hall of Fame il 14 marzo 2011. Nel corso della celebrazione, venne tenuto in suo onore un discorso di John Densmore dei Doors.